# Liste der Biografien/Anh
Liste der Biografien |
Portal Biografien |
Personensuche
# |
A |
B |
C |
D |
E |
F |
G |
H |
I |
J |
K |
L |
M |
N |
O |
P |
Q |
R |
S |
T |
U |
V |
W |
X |
Y |
Z |
?
 
Aa |
Ab |
Ac |
Ad |
Ae |
Af |
Ag |
Ah |
Ai |
Aj |
Ak |
Al |
Am |
An |
Ao |
Ap |
Aq |
Ar |
As |
At |
Au |
Av |
Aw |
Ax |
Ay |
Az
 
Ana–Anc |
And |
Ane |
Anf |
Ang |
Anh |
Ani |
Anj |
Ank |
Anl |
Anm |
Ann |
Ano |
Anp |
Anq |
Anr |
Ans |
Ant–Anz
Die Liste der Biografien führt alle Personen auf, die in der deutschsprachigen Wikipedia einen Artikel haben. Dieses ist eine Teilliste mit 44 Einträgen von Personen, deren Namen mit den Buchstaben „Anh“ beginnt.

## Anh
- Anh, Đức (1935–2014), vietnamesischer Schriftsteller

### Anha
- Anhalt, Albrecht von (1735–1802), preußischer Generalmajor
- Anhalt, Aribert von (1864–1933), Regent des Herzogtums Anhalt
- Anhalt, August (1899–1975), deutscher Maler, Zeichner und Grafiker der Moderne
- Anhalt, Edna (1914–1987), US-amerikanische Drehbuchautorin und Filmproduzentin
- Anhalt, Eduard Prinz von (* 1941), deutscher Journalist, Chef des Hauses Anhalt
- Anhalt, Edward (1914–2000), US-amerikanischer Drehbuchautor
- Anhalt, Emil (1816–1896), deutscher Sprachlehrer und Schriftsteller
- Anhalt, Frédéric von (* 1943), deutsch-US-amerikanischer Ehemann von Zsa Zsa GaborFrédéric von Anhalt (* 1943)

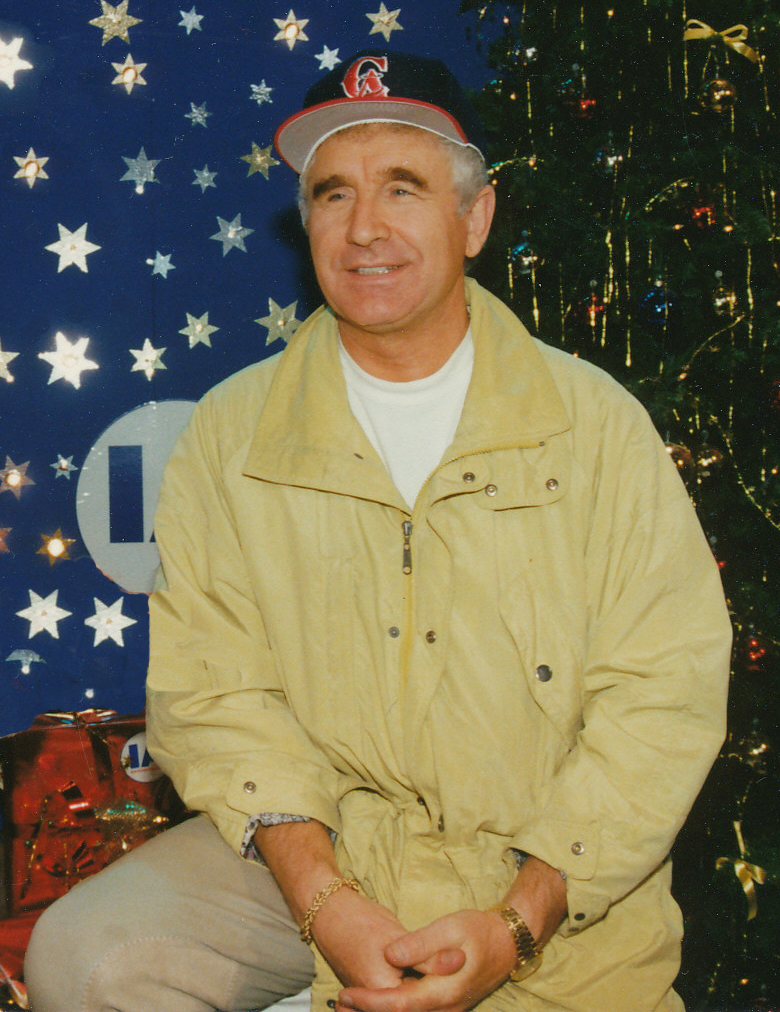
Frédéric von Anhalt (* 1943)

- Anhalt, Friedrich von (1732–1794), Graf von Anhalt, General
- Anhalt, Friedrich Wilhelm Karl Franz von (1769–1837), preußischer Generalmajor
- Anhalt, Gert (* 1963), deutscher Journalist und Autor von Sachbüchern und Kriminalromanen
- Anhalt, Hans (1908–1975), deutscher SS-Scharführer, Aufseher im KZ Auschwitz und verurteilter Kriegsverbrecher
- Anhalt, Heinrich Wilhelm von (1734–1801), preußischer General
- Anhalt, István (1919–2012), ungarisch-kanadischer Komponist und Musikpädagoge
- Anhalt, Joachim Ernst von (1901–1947), deutscher Herzog von Anhalt
- Anhalt, Johanna Sophie von (1731–1786), Gräfin von Anhalt, Äbtissin von Mosigkau
- Anhalt, Karl Philipp von (1732–1806), preußischer Generalmajor
- Anhalt, Leopold Ludwig von (1729–1795), Graf von Anhalt, General
- Anhalt, Marcus Prinz von (* 1966), deutscher Unternehmer und Bordellbetreiber
- Anhalt, Marie Auguste von (1898–1983), deutsche Adelige, Ehefrau Prinz Joachims von Preußen
- Anhalt, Stefanie (* 1968), deutsche Journalistin und Hörfunkmoderatorin
- Anhalt, Utz (* 1971), deutscher Publizist, Sozialrechtsexperte, Historiker, Journalist, Buchautor und DozentUtz Anhalt (* 1971)

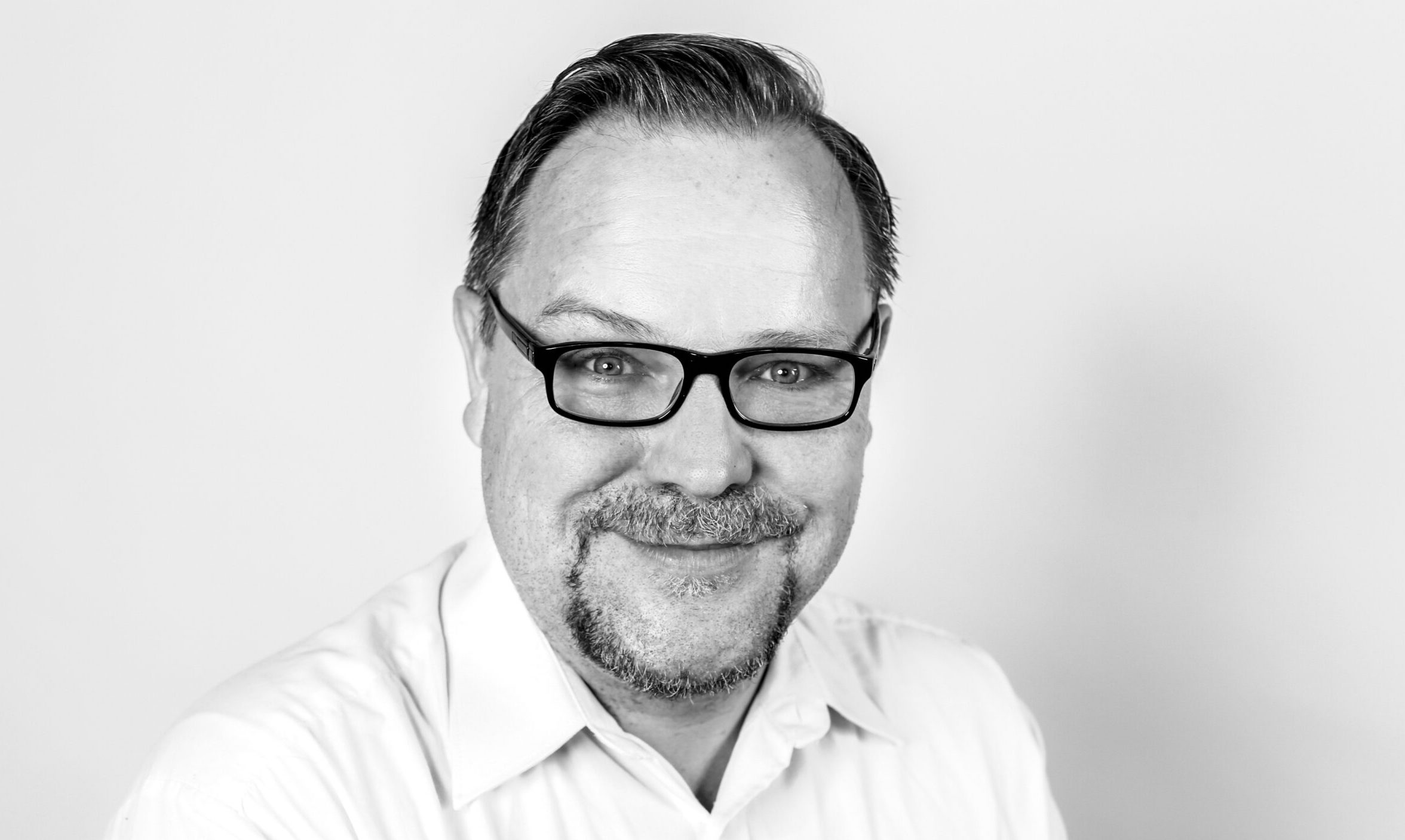
Utz Anhalt (* 1971)

- Anhalt, Wilhelm (1917–1979), deutscher Seeoffizier, zuletzt Fregattenkapitän der Bundesmarine, und Politiker (CDU)
- Anhalt, Wilhelm von (1727–1760), Graf von Anhalt
- Anhang, Rudi (1905–1998), deutscher Banjo-Spieler und Gitarrist
- Anhar, Andhika (* 1989), indonesischer Badmintonspieler
- Anhari, Hamza (* 2004), marokkanisch-deutscher Fußballspieler

### Anhe
- Anhegger, Robert (1911–2001), deutscher Turkologe und Leiter der Goethe-Institute in Istanbul und Amsterdam
- Anheier, Helmut K. (* 1954), deutscher Soziologe
- Anheisser, Roland (1877–1949), deutscher Maler, Grafiker, Botaniker, Zeichenlehrer und Schriftsteller
- Anheisser, Wolfgang (1929–1974), deutscher Opernsänger (Bariton)
- Anheuser, Eberhard (1806–1880), deutsch-US-amerikanischer Unternehmer und Brauereibesitzer
- Anheuser, Peter (1938–2016), deutscher Politiker (CDU), MdL
- Anheuser, Rudolf (1924–2009), deutscher Basketballschiedsrichter

### Anho
- Anholt, Christien (* 1971), britischer Schauspieler
- Anholt, Tony (1941–2002), englischer Schauspieler
- Anhorn von Hartwiss, Sylvester Samuel (1659–1736), Mediziner und Stadtphysicus von St. Gallen
- Anhorn, Bartholomäus der Ältere (1566–1642), Schweizer evangelisch-reformierter Pfarrer, Historiker und Chronist
- Anhorn, Bartholomäus der Jüngere (1616–1700), Schweizer reformierter Pfarrer und Historiker
- Anhorn, Carmen (* 1956), Schweizer Sängerin (Sopran, Mezzosopran)

### Anhu
- Anhuf, Dieter (* 1955), deutscher Geograph
- Anhurmose, altägyptischer Beamter
- Anhuth, Clara (1856–1941), deutsche Schriftstellerin und Bibliothekarin